# Notoxus parvidens
Notoxus parvidens es una especie de coleóptero de la familia Anthicidae.

## Distribución geográfica
Habita en Wyoming (Estados Unidos).